# Няръяна вындер
«Няръяна вындер» (с нен. — «Красный тундровик») — газета на русском и ненецком языках, издающаяся в Нарьян-Маре (Ненецкий автономный округ).
В газете освещаются события, происходящие в округе и за его пределами. Большая часть материалов публикуется на русском языке. В издании на постоянной основе выходит страница с материалами на ненецком языке – «Ялумдʼʼ». Выходит 3 раза в неделю. Тираж газеты составляет 5-6 тыс. экземпляров, хотя, например, во второй половине 1970-х годов он превышал 8 тысяч при ежедневном выпуске, кроме воскресенья и понедельника.

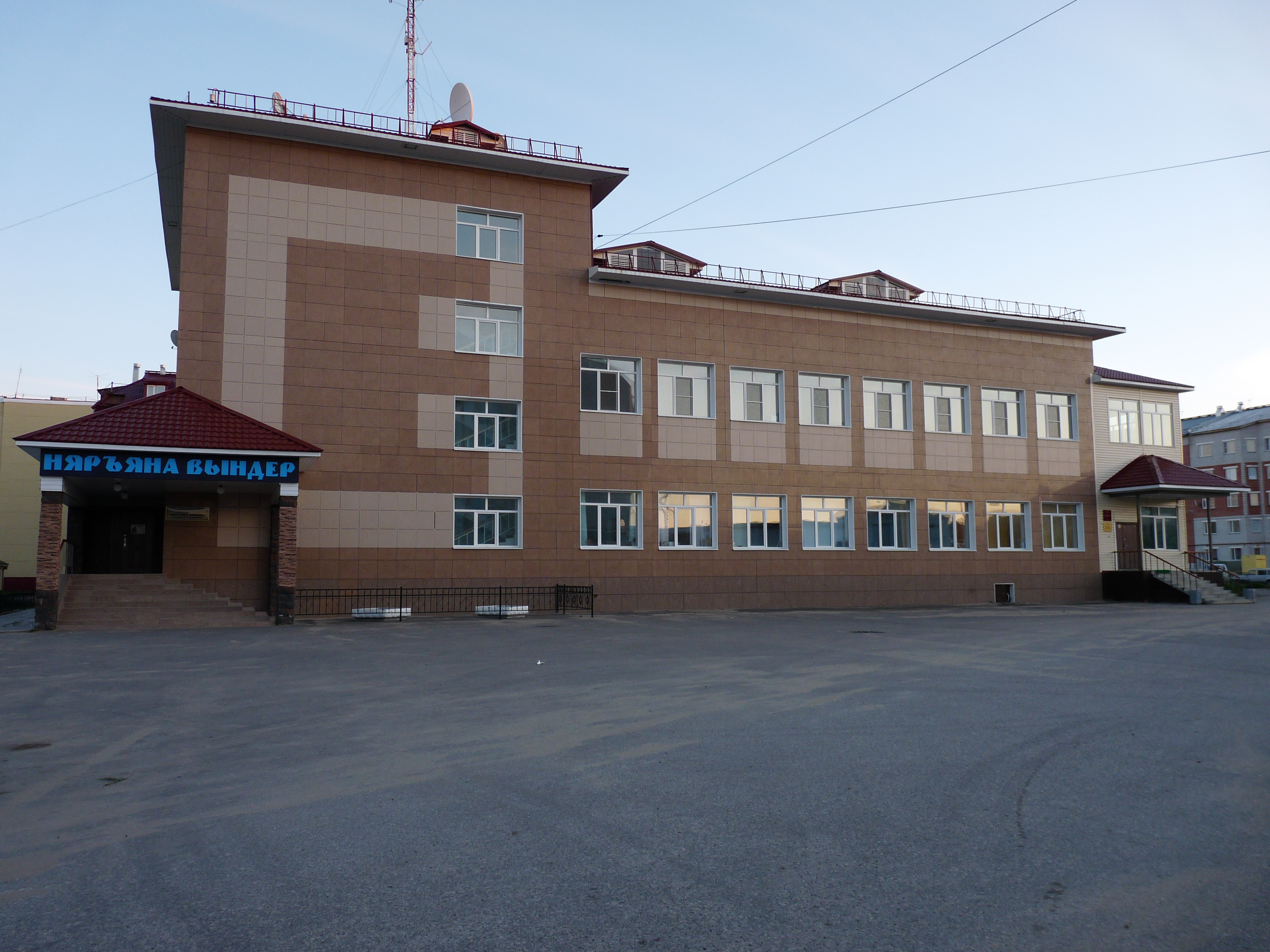
Здание редакции (2010)

Газета издаётся с 7 ноября 1929 года и является старейшей в регионе. Первоначально издавалась в Тельвиске, затем редакция переехала в Нарьян-Мар.
В газете публиковали свои произведения ненецкий поэт и писатель В. Н. Ледков, журналист В. И. Абесадзе, ненецкий писатель И. Н. Меньшиков.
С 18 февраля 2016 года две окружные газеты — ГБУ НАО ОПГ «Няръяна вындер» и ГБУ НАО «Выбор НАО» были объединены в ГБУ НАО «Издательский дом НАО».
С начала 2017 года раз в неделю в состав издания включается четырёхполосный «Парламентский вестник», временно заменяющий приостановленную газету «Выбор НАО».

## Персоналии
- Владимир Абесадзе
- Валентин Левчаткин
- Алексей Пичков
- Пэля Пунух
- Георгий Суфтин
- Андрей Кокшаров
- Толкачёв Виктор[7], журналист и писатель